# Karlskrona kontrakt
Karlskrona kontrakt var ett kontrakt i Lunds stift inom Svenska kyrkan. Församlingarna i kontraktet låg inom Karlskrona. Kontraktet upphörde 31 december 1998 då ingående församlingar övergick till Karlskrona-Ronneby kontrakt.
Kontraktskoden var 0719. 

## Administrativ historik
Kontraktet bildades 1962 av
hela Östra kontrakt med
- Karlskrona Amiralitetsförsamling (icke-territoriell församling)
- Karlskrona stadsförsamling
- Ramdala församling
- Jämjö församling
- Lösens församling
- Augerums församling
- Flymens församling
- Kristianopels församling
- Sturkö församling
- Torhamns församling
- Tjurkö församling som 1989 uppgick i Sturkö församling

en del av Medelstads kontrakt
- Aspö församling
- Fridlevstads församling
- Nättraby församling
- Hasslö församling
- Rödeby församling
- Sillhövda församling
- Tvings församling

## Kontraktsprostar
| Ämbetstid | Namn              | Levnadstid | Övrigt                   |
| --------- | ----------------- | ---------- | ------------------------ |
| 1947-1968 | Torsten Knutsson  |            | Kyrkoherde i Ramdala     |
| 1968-1970 | Färdinand Mejborn |            | Kyrkoherde i Lösen       |
| 1971-1974 | Nils Grönlund     |            | Kyrkoherde i Rödeby      |
| 1974-1979 | Robert Ramfjell   |            | Kyrkoherde i Fridlevstad |
| 1979-1992 | Kurt Ljungberg    |            | Kyrkoherde i Augerum     |
| 1992-1998 | Claes Klingberg   |            | Kyrkoherde i Torhamn     |